# 尚圜

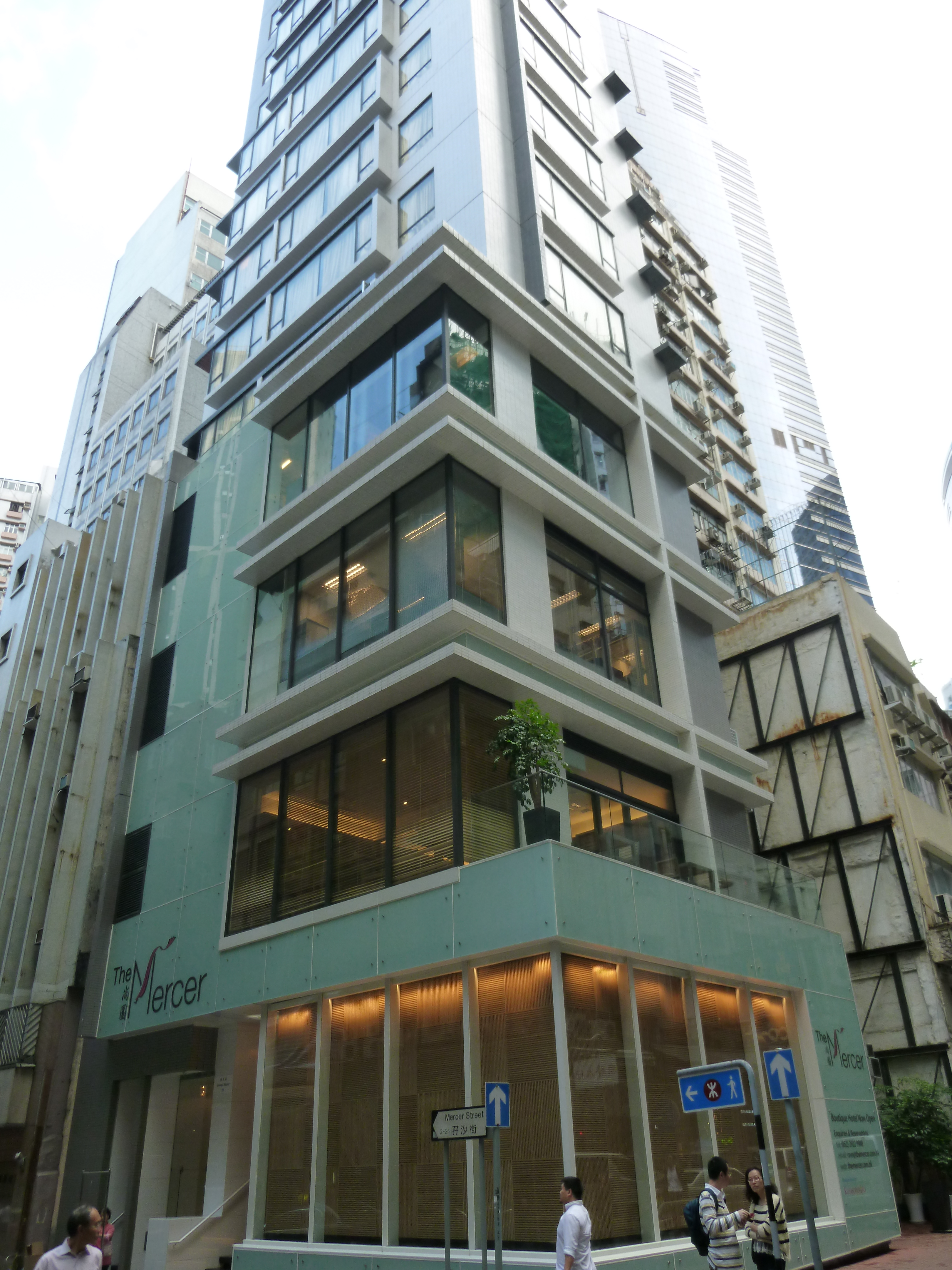
尚圜

尚圜（英語：The Mercer），為香港的一間四星級精品酒店，位處於香港上環蘇杭街29號（鄰近港鐵上環站A2出口），於2011年4月開幕，共提供55間客房，包括50間尚圜套房，以及5間尚豪客房及10間尚城客房，由麗悦酒店集團管理。

## 客房設施
- 免費無線上網及本地電話
- 免費迷你酒吧飲料
- DVD及iPod、iPhone音響組合
- 電子保險箱
- 小型廚房、微波爐及咖啡機（只限尚豪客房及尚圜套房）

## 酒店設施及服務
- 24小時健身室
- 戶外游泳池
- 免費早餐
- 衣物洗燙服務

## 餐廳
- BreeZe Lounge（早餐及免費咖啡）

## 交通
- 港鐵:
  - 港島綫：上環站A2出口（100米）
- 電車

## 獎項
- Hong Kong Business High Flyers Awards 2011之傑出企業獎 ─ 精品酒店

## 參看
- 蘭桂坊酒店
- 麗悦酒店集團
- 香港酒店列表

## 外部連結
- 尚圜